# ウィリス・A・リー (駆逐艦)
|          | |
| 艦歴     | |
| 発注     | |
| 起工     | 1949年11月1日 |
| 進水     | 1952年1月26日 |
| 就役     | 1954年10月5日 |
| 退役     | 1969年12月19日 |
| その後   | 1973年5月18日にスクラップとして売却                                                                                                 |
| 除籍     | 1972年5月15日 |
| 性能諸元 | |
| 排水量   | 4,730トン |
| 全長     | 493.0ft (150.3 m) |
| 全幅     | 50.0ft (15.2 m) |
| 吃水     | 14.0ft (4.3 m) |
| 機関     | フォスター・ホイーラー缶4基 GE式蒸気タービン2基 2軸推進、80,000shp                                                                  |
| 最大速力 | 30ノット (55.6 km/h) |
| 航続距離 | 4,500海里（20ノット） |
| 乗員     | 403名 |
| 兵装     | 54口径127mm単装砲 2基 50口径76mm連装砲 2基 20mm連装機関砲 4基 533mm連装魚雷発射管 2基 Mk.108対潜ロケット発射機 2基 爆雷投下軌条 1条 |

ウィリス・A・リー (USS Willis A. Lee, DD-929/DL-4) は、アメリカ海軍の駆逐艦。ミッチャー級駆逐艦の3番艦。艦名はウィリス・A・リー海軍中将に因む。

## 艦歴
ウィリス・A・リーはマサチューセッツ州クインシーのベスレヘム・スチール、フォアリバー造船所で1949年11月1日に起工する。1951年2月9日に DL-4 （嚮導駆逐艦）に艦種変更され、1952年1月26日にフィッツヒュー・L・パーマー・ジュニア夫人（リー中将の姪）によって進水、1954年10月5日にボストン海軍造船所で艦長F・H・シュナイダー中佐の指揮下就役した。
グアンタナモ湾での整調後、ウィリス・A・リーは母港のロードアイランド州ニューポートに帰還し、大西洋艦隊での経歴を開始する。最初の地中海への展開は1955年7月に行われ、第6艦隊と共に作戦活動に従事した。配備はその年末に完了し、ウィリス・A・リーは東海岸に帰還し、沿岸での防空演習に参加した。
1956年2月、ウィリス・A・リーはドミニカ共和国へ向けて出航する。首都のシウダー・トルヒーヨで開催されたアメリカの日祭典に代表として参加した。その後ボストン海軍造船所での作業が行われ、11月に対潜水艦戦演習に参加する。演習の間にウィリス・A・リーはロングアイランドのモントーク・ポイント沖で火災を生じた漁船アグダ (Agda) を救助した。
1957年2月、サウジアラビア国王イブン＝サウードがアメリカ合衆国を公式訪問した際、彼を乗せニューヨークに向かった。同月末にワシントンD.C.へ向かい、ジョージ・ワシントンの誕生日を祝う記念式典に参加した。春には、北大西洋での対潜水艦演習の合間に映画『ウィンドジャマー』の撮影に参加した。続いて夏にバージニア州ハンプトン・ローズで行われた国際観艦式に参加し、秋にはNATOの大規模防空、対潜水艦戦演習に参加した。これらの演習の間にウィリス・A・リーは9月20日に初めて北極圏を横断した。
経歴の残りを母港のニューポート沖でのソナー開発試験に費やし、ボストンで定期的な修理が行われた。バージニア岬沖、カリブ海およびナラガンセット湾で活動し、1966年11月に最終となる4度目の地中海配備に赴いき、1967年5月20日にニューポートに帰還た。
ウィリス・A・リーは1969年12月19日に退役、1972年5月15日に除籍され、1973年5月18日にニューヨークのユニオン・ミネラルズ・アンド・アロイ社に売却、1973年6月5日に最後の航海を終え、スクラップとして廃棄された。